# Campeonato Asiático de Voleibol Masculino Sub-20
O Campeonato Asiático de Voleibol Masculino Sub-20 é uma competição organizada pela Confederação Asiática de Voleibol (AVC) que reúne a cada 2 anos seleções de voleibol da Ásia e da Oceania. A competição é reservada a jogadores com idade inferior a 20 anos.

## Histórico
A primeira edição ocorreu em 1980, a partir da edição de 1984 passou a ser realizado bienalmente.

## Quadro geral
| Ordem | País           | Medalha de ouro | Medalha de prata | Medalha de bronze | Total |
| ----- | -------------- | --------------- | ---------------- | ----------------- | ----- |
| 1     | Coreia do Sul  | 6               | 2                | 3                 | 11    |
| 2     | Irã            | 5               | 3                | 2                 | 10    |
| 3     | China          | 4               | 4                | 5                 | 13    |
| 4     | Japão          | 3               | 5                | 2                 | 10    |
| 5     | Índia          | 0               | 2                | 3                 | 5     |
| 6     | Taipé Chinês   | 0               | 1                | 1                 | 2     |
| 7     | Arábia Saudita | 0               | 1                | 0                 | 1     |
| 8     | Catar          | 0               | 0                | 1                 | 1     |
| 8     | Paquistão      | 0               | 0                | 1                 | 1     |

## MVP por edição
- 1998 –  Alireza Nadi
- 2000 –   Desconhecido
- 2002 –  Rouhollah Kolivand
- 2004 –  Tatsuya Fukuzawa
- 2006 –  Pouria Fathollahi
- 2008 –  Mojtaba Ghiasi
- 2010 –  Taiki Tsuruda
- 2012 –  Masahiro Sekita
- 2014 –  Mohammad Javad Manavinejad
- 2016 –  Liu Zhihao
- 2018 –  Amirhossein Esfandiar
- 2022 –  Golzadeh Amir Mohammad